# Lîsivka, Novi Sanjarî
Lîsivka (în ucraineană Лисівка) este un sat în comuna Polohî din raionul Novi Sanjarî, regiunea Poltava, Ucraina.

## Demografie
Componența lingvistică a localității Lîsivka
     Ucraineană (95,65%)
     Rusă (3,26%)
     Bulgară (1,09%)
Conform recensământului din 2001, majoritatea populației localității Lîsivka era vorbitoare de ucraineană (95,65%), existând în minoritate și vorbitori de rusă (3,26%) și bulgară (1,09%).